# Francis Walsingham

Francis Walsingham (c. 1533 - 6 april 1590) was onder Elizabeth I van Engeland van 1570 tot 1573 de Engelse ambassadeur in Frankrijk en daarna haar 'principal secretary' (een voorloper van de huidige Secretary of State) tot aan zijn dood. Hij staat bekend als haar hoofd spionage.
Walsingham onderhield als een van de eerste politici in Europa een professioneel netwerk van agenten die niet alleen binnenlandse staatsgevaarlijke individuen in de gaten hielden, maar ook onder meer werkzaam waren in Frankrijk, Spanje en Turkije. Een van zijn grootste successen was het verzamelen van voorkennis over de Spaanse Armada ten tijde van de Spaans-Engelse Oorlog (1585-1604). Ook is Walsinghams naam onlosmakelijk verbonden aan de ontmaskering van samenzweringen van Throckmorton en Babington, die tot doel hadden Elizabeths rivale Maria Stuart van Schotland op de Engelse troon te brengen en het katholicisme weer in te voeren. Dit leidde in 1587 tot de terechtstelling van Maria Stuart.